# Frank William Abagnale jr.
Frank William Abagnale jr. (født 27. april 1948) er en amerikansk tidligere checksvindler og bedrager. I løbet af fem år i 1960'erne benyttede han falske checks til en værdi af 2,5 millioner amerikanske dollar i tilsammen 26 forskellige lande (Danmark inkluderet), og under mindst otte forskellige aliasser. Efter at han blev fanget, afsonede han fængselstraffe i Frankrig og Sverige, før han blev udleveret til USA. Han drev senere "Abagnale and Associates", hvor han hjalp firmaer med at forebygge finansielle bedragerier. Hans liv er blevet filmatiseret i filmen Catch Me If You Can, der er baseret på bogen med samme navn.

## Bøger
- Catch Me if You Can, 1980 (gentrykt op til flere gange senere). Skrevet sammen med Stan Redding. ISBN 0-448-16538-4/ISBN 978-0-7679-0538-1
- The Art of the Steal, 2001. ISBN 978-0-7679-0683-8
- Real U Guide To Identity Theft, 2004. ISBN 978-1-932999-01-3
- Stealing Your Life, April 2007. ISBN 978-0-7679-2586-0

## Filmen om Abagnale
Abagnales liv blev filmatiseret i Catch Me If You Can fra 2002, baseret på bogen, der bærer samme navn. Filmen er instrueret af Steven Spielberg og har Leonardo DiCaprio i hovedrollen som Abagnale, mens Tom Hanks spiller FBI agenten Carl Hanratty som er en blanding af en masse agenter, der fangede Abagnale. Abagnale har udtalt i interview at filmen er omkring 80 procent sand.